# Zero Crossing Rate
Pour les articles homonymes, voir ZCR.

Le Zero Crossing Rate (souvent utilisé sous sa forme abrégée ZCR) est le taux de changement de signe d'un signal. Le ZCR a beaucoup été utilisé en reconnaissance de la parole et en Recherche d'information musicale. Il est défini par:
{\displaystyle zcr={\frac {1}{T-1}}\sum _{t=1}^{T-1}{{\mathbb {I} }\left\{{s_{t}s_{t-1}<0}\right\}}}
où {\displaystyle s} est un signal de longueur {\displaystyle T} et {\displaystyle {{\mathbb {I} }\left\{{A}\right\}}} est une fonction indicatrice qui vaut 1 si son argument {\displaystyle A} est vrai et vaut 0 sinon.